# Recardães
Recardães era una freguesia portuguesa del municipio de Águeda, distrito de Aveiro.

## Geografía
Localizada en la zona suroccidental del municipio, a orillas del río Agueda, fue vila y sede de concelho hasta principios del siglo XIX.

## Historia
Fue suprimida el 28 de enero  de 2013, en aplicación de una resolución de la Asamblea de la República portuguesa promulgada el 16 de enero de 2013 al unirse con la freguesia de Espinhel, formando la nueva freguesia de Recardães e Espinhel.

## Patrimonio
En su patrimonio histórico-artístico destaca la iglesia parroquial de San Miguel, reconstruida a principios del siglo XVIII, el crucero del mismo siglo y varias capillas y casas solariegas.